# 堀家春野
堀家 春野（ほりけ はるの）は、NHK報道局社会部の記者、解説委員、医療担当。

## メディア等への露出

### テレビ
- クローズアップ現代 コムスン商法　狙われた介護ビジネス （2007年6月14日、NHK）
- ニュースウオッチ9 医療と介護 問われる連携 （2011年12月6日、NHK）
- 時論公論 医師の長時間労働、医師の働き方改革 （2017年7月19日、NHK）
- 時論公論 高齢者虐待急増背景に何が （2018年3月22日、NHK）
- 時論公論 相次ぐ“がん見落とし”背景に何が （2018年7月16日、NHK）
- 時論公論 京都アニメーション放火事件～突きつけられたものは （2019年7月23日、NHK）
- 時論公論 介護保険制度20年目の課題（2019年9月16日、NHK）
- 時論公論 新型コロナウイルス　対策の効果と今後の備え（2020年3月19日、NHK）

## 参照
- あすの日本 取材最前線:NHK | 040